# ساندرو نيلسن
ساندرو نيلسن هو لغوي دنماركي، ولد في 1961.